# Othmane Maamma
Othmane Maamma (Alès, 6 ottobre 2005) è un calciatore marocchino, attaccante del Watford e della nazionale Under-20 marocchina.

## Carriera

### Club
Maamma è cresciuto nel settore giovanile del Montpellier, dove ha debuttato il 12 maggio 2024 nell'incontro di Ligue 1 perso 2-0 contro il Monaco. Ha segnato il suo primo gol la partita successiva nel pareggio per 2-2 contro il Lens.
Il 1º luglio 2024 ha firmato il suo primo contratto professionistico.
L'11 luglio 2025 è stato ceduto a titolo definitivo al Watford, club della seconda divisione inglese.

### Nazionale
Ha giocato nella nazionale marocchina Under-20.

## Statistiche

### Presenze e reti nei club
Statistiche aggiornate al 14 maggio 2025.
| Stagione             | Squadra              | Campionato           | Campionato | Campionato | Coppe nazionali | Coppe nazionali | Coppe nazionali | Coppe continentali | Coppe continentali | Coppe continentali | Altre coppe | Altre coppe | Altre coppe | Totale | Totale | Totale |
| Stagione             | Squadra              | Comp                 | Pres       | Reti       | Comp            | Pres            | Reti            | Comp               | Pres               | Reti               | Comp        | Pres        | Reti        | Pres   | Reti   |        |
| -------------------- | -------------------- | -------------------- | ---------- | ---------- | --------------- | --------------- | --------------- | ------------------ | ------------------ | ------------------ | ----------- | ----------- | ----------- | ------ | ------ | ------ |
| 2022-2023            | Montpellier 2        | N2                   | 8          | 2          | -               | -               | -               | -                  | -                  | -                  | -           | -           | -           | 8      | 2      |        |
| 2023-2024            | Montpellier 2        | N2                   | 18         | 5          | -               | -               | -               | -                  | -                  | -                  | -           | -           | -           | 18     | 5      |        |
| 2024-2025            | Montpellier 2        | N2                   | 2          | 1          | -               | -               | -               | -                  | -                  | -                  | -           | -           | -           | 2      | 1      |        |
| Totale Montpellier 2 | Totale Montpellier 2 | Totale Montpellier 2 | 28         | 8          |                 | -               | -               |                    | -                  | -                  |             | -           | -           | 28     | 8      |        |
| 2023-2024            | Montpellier          | L1                   | 2          | 1          | CF              | 0               | 0               | -                  | -                  | -                  | -           | -           | -           | 2      | 1      |        |
| 2024-2025            | Montpellier          | L1                   | 12         | 1          | CF              | 0               | 0               | -                  | -                  | -                  | -           | -           | -           | 12     | 1      |        |
| Totale Montpellier   | Totale Montpellier   | Totale Montpellier   | 14         | 2          |                 | 0               | 0               |                    | -                  | -                  |             | -           | -           | 14     | 2      |        |
| Totale carriera      | Totale carriera      | Totale carriera      | 42         | 10         |                 | 0               | 0               |                    | -                  | -                  |             | -           | -           | 42     | 10     |        |